# Drvenik Veli
Otok Veli Drvenik är en ö i Kroatien.   Den ligger i länet Dalmatien, i den södra delen av landet, 260 km söder om huvudstaden Zagreb. Arean är 12,1 kvadratkilometer.
Terrängen på Otok Veli Drvenik är platt. Öns högsta punkt är 171 meter över havet. Den sträcker sig 3,6 kilometer i nord-sydlig riktning, och 5,5 kilometer i öst-västlig riktning.
Följande samhällen finns på Otok Veli Drvenik:
- Veliki Drvenik